# Carmichaelieae
Sous-tribu
Synonymes
- Astragaleae (DC.) Dumort[1]
- Galegeae (Bronn) Dumort. (préféré par BioLib)[1]

Les Carmichaelieae sont une tribu de plantes à fleurs dicotylédones de la famille des Fabaceae, sous-famille des Faboideae, originaire de Nouvelle-Zélande, qui comprend six genres et 25 espèces dont une, Streblorrhiza speciosa , considérée comme éteinte. Toutefois les trois genres, Chordospartium, Corallospartium et Notospartium, sont désormais inclus dans le genre Carmichaelia.
Cette tribu est classée dans les Galegeae par certains auteurs.

## Liste des genres
- Carmichaelia R. Br.
- Chordospartium  Cheesman
- Corallospartium J.B.Armstrong
- Montigena (Hook. f.) Heenan
- Notospartium J.D.Hooker
- †Streblorrhiza Endl.